# Antoon Uytterhoeven
Antoine (Antoon) Uytterhoeven (Veltem-Beisem, 12 april 1930 - Leuven, 18 maart 2001) was een Belgische atleet, die zich had toegelegd op de 400 m. Hij nam eenmaal deel aan de Olympische Spelen.

## Biografie
Uytterhoeven nam in 1952 zowel op de 400 als op de 4 x 400 m deel aan de Olympische Spelen van Helsinki, waar hij op beide onderdelen uitgeschakeld werd in de series. Samen met Albert Lowagie, Roger Moens en Fernand Linssen verbeterde hij wel het Belgisch record op de 4 x 400 m.

### Clubs
Uytterhoeven was aangesloten bij CA Schaarbeek.

## Persoonlijke records
| Onderdeel | Prestatie | Datum             | Plaats |
| --------- | --------- | ----------------- | ------ |
| 400 m     | 49,4 s    | 23 september 1951 | Rome   |

## Palmares

### 400 m
- 1950:  BK AC - 51,5 s
- 1951:  BK AC - 50,7 s
- 1952: 5e in serie OS in Helsinki - 50,0 s

### 4 x 400 m
- 1952: 4e in serie OS in Helsinki - 3.15,8 s